# Вараев, Башир Магомедович
Баши́р Магоме́дович Вара́ев (род. 23 февраля 1964, Грозный) — советский дзюдоист, четырёхкратный чемпион СССР, четырёхкратный чемпион Европы, обладатель Кубка мира, бронзовый призёр Олимпиады в Сеуле, заслуженный мастер спорта СССР.

## Биография
Родился 23 февраля 1964 года в Грозном. Занимался дзюдо под руководством известного тренера Феликса Куцеля.
На чемпионате мира среди юношей по дзюдо 1983 года Башир Вараев завоевал серебряную медаль в категории до 71 кг. С 1986 года начал выигрывать престижные международные турниры среди взрослых.
В 1985 году стал серебряным призёром чемпионата СССР. В 1986—1989 годах четырежды подряд становился чемпионом страны.
С 1987 по 1990 годы четыре раза подряд выигрывал чемпионат Европы. В 1987 году стал серебряным призёром чемпионата мира, а в 1988 году на Олимпийских играх смог претендовать лишь на бронзовую медаль (которую выиграл у канадца Кевина Доэрти чистым броском на 10-й секунде после начала схватки). В 1990 году стал чемпионом Игр доброй воли в Сиэтле. В 1989 и 1991 годах становился бронзовым призёром чемпионатов мира.
Член сборной СССР 1986—1991 годов. В 1991 году оставил большой спорт.

## Спортивные результаты
- Кубок Венгрии (1986, Будапешт);
- Кубок Мацумае (1986, Вена, Австрия);
- Кубок Мацутаро Шорики (1989, Токио, Япония);
- Кубок Чехии (Прага).

### Чемпионаты СССР
- Чемпионат СССР по дзюдо 1985 года — ;
- Чемпионат СССР по дзюдо 1986 года — ;
- Чемпионат СССР по дзюдо 1987 года — ;
- Чемпионат СССР по дзюдо 1988 года — ;
- Чемпионат СССР по дзюдо 1989 года — ;

## Семья
- Отец — Магомед;
- Мать — Амнат;
- Брат Шарип — чемпион СНГ, обладатель Кубка мира, чемпион Европы в командном зачёте, бронзовый призёр чемпионата Европы.

## Награды
- Медаль ордена «За заслуги перед Отечеством» II степени (12 октября 2022) — за вклад в развитие физической культуры и популяризацию отечественного спорта[3]